# 弘南バス小泊案内所
| 小泊案内所のデータ |                              |
| バス事業者         | 弘南バス                     |
| 所管営業所         | 五所川原営業所               |
| 所在地             | 中泊町大字小泊字朝間1番地1号 |
| 所管路線数         | 3路線                        |
| 開所日             | 1955年8月10日                |

弘南バス小泊案内所（こうなんバスこどまりあんないしょ）は、青森県北津軽郡中泊町（旧・小泊村域）にある弘南バスの営業所である。

## 概要
1955年、津鉄バスの買収により「五所川原 - 小泊線」が弘南バスに移管され、小泊地区からの早朝便に対応するため、小泊車庫が開設された。
2023年4月現在は、五所川原 - 小泊線や五所川原 - 市浦庁舎線などを担当しているが一部の五所川原営業所管内の運行も担当している。

2005年からは、中泊町内に新設され運行開始された「地域間連絡バス(中里地区 - 小泊地区)」を受託運行している。

## 沿革
- 1955年8月10日 - 小泊車庫を開設。
- 1960年8月 - 組織改正により小泊案内所（五所川原営業所所管）となる。

## 所管路線

### 五所川原～小泊線（中里・市浦庁舎経由）
地域間幹線系統確保維持費国庫補助金 対象路線。

### 五所川原～市浦庁舎線
地域間幹線系統確保維持費国庫補助金 対象路線。

### 下前 - 小泊線
- (市浦庁舎) - (折戸) - 下前 - 展望所前 - 漁協前 - 小泊案内所
  - 現在、区間便は、折戸発の片道1便（土曜・日曜・祝日は運休）と市浦庁舎発の片道1便。

## 受託路線

### 中泊町地域間連絡バス[2]
- 運行区間は、小泊診療所前 - ピュア前(中泊町特産物直売所)。
  - 2023年3月31日までは、武田公民館と小泊診療所前を結んでいたが、連絡バスの路線再編に伴い、武田公民館とピュア前の区間を廃止した[3]。
  - なお、2023年4月1日からは中里地区と武田地区を「武田・中里地区循環バス」として「中里交通」が受託して運行している[4]。
- 運行は、午前と午後の1日2往復。
- 運賃は、1乗車につき大人200円。小学生以下は無料。

## 設備
- 庁舎
  - 事務室
  - 待合室
  - 乗務員休憩所
- 車庫

## 周辺（五十音順）
- 北部中央消防署小泊分署
- 小泊診療所
- 小泊郵便局
- 中泊町立こどまり学園